# A Magyar Kultúra Lovagjai 2023
Ez a szócikk a 2023-ban A Magyar Kultúra Lovagja elismerésben részesült személyek listáját tartalmazza.

## A Magyar Kultúra Lovagja
801. Nick Ferencné (Budapest) idegenforgalmi és vendéglátóipari üzemgazdász „A nemzet közművelődése fejlesztéséért”
802. Szatmári Jánosné (Sátoraljaújhely) könyvelő, statisztikus „A település életminősége fejlesztéséért”
803. Szijj István Imréné (Telekes) szakács „A település életminősége fejlesztése fejlesztéséért”

## Az Egyetemes Kultúra Lovagja
804. Ahmed Amran  (Dhamar, Jemen) geofizikus mérnök „Nemzetközi irodalmi kapcsolatok fejlesztéséért”

## A Magyar Kultúra Lovagja
805. dr. Bikádi László Károly (Hajmáskér) ref. lelkész „A település életminősége fejlesztéséért”
806. dr. Cseh Béla (Baja) zenepedagógus „Népdalkultúra ápolása érdekében kifejtett életművéért”
807. Erdélyi József (Szeged)  anyaggazdálkodó, raktárvezető, citerás „A zenekultúra fejlesztéséért”
808. Eszenyi Imre (Püspökladány) nyugalmazott tűzoltó, népdal- és nótaénekes „A népdaléneklés népszerűsítésért”
809. dr. Fazekas István (Budapest) ref. lelkész, költő, drámaíró és műfordító „Példamutató közművelődési tevékenységéért”
810. Fejős Jenő (Kecskemét) kultúraszervező „A magyar nóta, mint hungarikum fejlesztéséért”
811. Felhősné dr. Csiszár Sarolta (Vásárosnamény) tanár és muzeológus „Példamutató etnográfusi életművéért”
812. Hajvert Ákos (Bácsfeketehegy, Szerbia) tanító, előadóművész „A határon túli magyar kultúra ápolásáért”
813. Dr. Iván Géza (Budapest) pedagógus „A civil szervezetek életre hívásáért és működésük támogatásáért”
814. Kiss B. Zoltán (Vásárosnamény) vállalkozó „Bereg kultúrája és életminősége fejlesztéséért”
815. ifj. Klement Kornél (Dietzenbach, Németország) „A magyar-német kulturális kapcsolatok ápolásáért”
816. dr. Komáromi István (Budapest) rendőr dandártábornok, dalszerző, előadóművész „A rendőrség és a társadalom kapcsolatainak fejlesztéséért”
817. Kolláth Éva (Gradisca di Isonzó, Olaszország) cukrász, hadisírgondozó „Olasz-magyar történelmi emlékek és kulturális kapcsolatok ápolásáért”
818. Kovács Péter  (Budapest) építőmérnök, polgármester „A település életm inősége fejlesztéséért”
819. Kovály Csilla (Tiszabökény, Ukrajna) művelődési ház igazgató, kórusvezető  „A  határon túli magyar kultúra ápolásáért”
820. László Péter (Őrhalom) szakács, boltvezető „A kortárs irodalom fejlesztéséért”
821. Lengyel Géza (Budapest) tanár, költő „A kortárs irodalom érdekében kifejtett életművéért”
822. Lőrincz Sarolta Aranka (Ipolybalog, Szlovákia) óvónő „A határon túli magyar kultúra ápolása érdekében végzett életművéért”
823. Lönhárd Ferenc (Gyönk) kultúraszervező „A közművelődés fejlesztése érdekében kifejtett életművéért”
824. Matkovits-Kretz Eleónóra (Pécs) civilszervezeti vezető „A magyar történelmi örökség feltárásának elősegítéséért”
825. Molnár János (Berlin, Németország) civilszervezeti vezető „A magyar kultúra külhoni ápolása érdekében végzett életművéért”
826. Pocsai Ibolya (Beregszász-Mátészalka) civilszervezeti vezető „Humanitárius szervező tevékenységéért”
827. dr. P. Szalay Emőke (Debrecen) etnográfus „Kulturális örökség ápolásáért”
828. Rácz Lajos (Ecséd) helytörténeti kutató „Irodalmi kutatómunkájáért”
829. dr. Temesi Mária (Szeged) operaénekes „A opera népszerűsítése érdekében kifejtett életművéért”
830. Tolnai Mari (Budapest) népdalénekes „A népdal, nóta és operett népszerűsítéséért”
831. Varga György (Mohács) muzeológus „A magyar történelmi emlékek ápolásáért”
832. Varga Károly (Jászberény) tanár, karnagy, riporter „A magyar zenekultúra érdekében kifejtett életművéért”
833. Váró Márton (USA) szobrászművész „A kortárs szobrászművészet fejlesztéséért”

## Posztumusz Magyar Kultúra Lovagja
834. Balázs Sándor Turza (Szentlőrinckáta) gépészmérnök „A kortárs irodalom érdekében kifejtett életművéért”
835. Szőcs Géza (Marosvásárhely, Budapest) költő, politikus „A magyar kultúra fejlesztése érdekében kifejtett életművéért”
836. Tóth Sándor (Mezőberény) fafaragó „A magyar kulturális örökség ápolása érdekében kifejtett életművéért”